# Келдахгау
Келдахгау (на немски: Keldachgau; Keldagau, Keldaggau) е средновековно франкско Каролингско гауграфство на Франкската империя в днешния град Дюселдорф и части от окръг Метман.
През началото на 10 век е собственост на фамилията Ецони, след това е в Графство Берг.

## Графове в Келдахгау
- Конрад I Млади (* 881; † 23 декември 918), херцог на Херцогство Франкония (906), граф в Хесенгау (908), граф в Келдахгау (910), крал на Източно франкското кралство (911 – 918) (Конрадини).

От фамилията Ецони:
- Еренфрид I († 907) граф в Бонгау и Келдахгау, ∞ Аделгунда от Бургундия, дъщеря на маркграф Конрад II от Бургундия
- Еберхард I († сл. 937), негов син, граф в Бонгау и Келдахгау
- Еренфрид II (942/966 доказан, † пр. 970), граф на Рейн в Цюлпихгау (942), в Бонгау (945), 950 в Рургау или Келдахгау, 946/959 граф в графство Юи, Белгия (Ецони), баща на Херман I от Лотарингия (ок. 929 – 996), граф в Бонгау и пфалцграф на Лотарингия (Ецони)
- Ецо или Еренфрид (* 955, † 21 май 1034), граф в Бонгау и Келдахгау, пфалцграф на Лотарингия (1015 – 1034), син на Херман I от Лотарингия, женен 991/993 г. за Матилда Саксонска, дъщеря на император Ото II

- Адолф I от Лотарингия, граф в Келдахгау 975−1032
- Адолф II, негов син, граф в Келдахгау, 990−1060, баща на граф Адолф I фон Берг († ок. 1082) и Херман IV фон Зафенберг-Ньорвених (1017−1094); брак с Гепа фон Берг, дъщеря на Адалберт фон Верл (1020 − 1108)